# Lundbeck
Lundbeck este o companie farmaceutică din Danemarca.
Compania activează pe segmentul destinat tratării afecțiunilor sistemului nervos-central, inclusiv depresia, schizofrenia, Alzheimer și Parkinson.
Lundbeck Danamerca are reprezentanțe în peste 50 de țări și peste 5.000 de angajați.

## Lundbeck în România
Compania este prezentă pe piața din România din 1999, iar în 2003 și-a deschis reprezentanță.
Cifra de afaceri:
- 2008: 9,2 milioane euro[2]
- 2007: 6 milioane euro[2]